# Supporto di Israele ad Hamas
Il supporto di Israele ad Hamas si riferisce al coinvolgimento diretto delle autorità israeliane in diversi periodi nell'ascesa e nel rafforzamento del gruppo militante palestinese Hamas.

## Storia

### Origini
Le affermazioni sul sostegno israeliano ad Hamas risalgono alla fine degli anni '70 e all'inizio degli anni '80, un periodo segnato da significativi sconvolgimenti politici in Medio Oriente. Ex funzionari israeliani hanno apertamente riconosciuto il ruolo di Israele nel fornire finanziamenti e assistenza ad Hamas come mezzo per indebolire le fazioni laiche palestinesi come l'Organizzazione per la Liberazione della Palestina (OLP). Il generale di brigata Yitzhak Segev, che ha servito come governatore militare israeliano a Gaza nei primi anni '80, ha ammesso di aver fornito assistenza finanziaria a Mujama Al-Islamiya, il precursore di Hamas, su istruzione delle autorità israeliane.
Israele ha contribuito alla costruzione di parti della rete di moschee, club e scuole del politico islamista Ahmed Yassin a Gaza, così come all'espansione di queste istituzioni.

### Politica
Nel 1998, durante una visita in Israele del primo ministro turco Mesut Yilmaz e del deputato turco Feyzi İşbaşaran, è stato rivelato che Benjamin Netanyahu aveva suggerito alla Turchia di sostenere Hamas. Netanyahu ha detto: "Hamas ha anche conti bancari per gli aiuti nelle banche, aiutiamo anche loro, anche voi [la Turchia] potete aiutare".

### Appoggio israeliano al Qatar per l’invio di milioni di dollari a Gaza
Il Qatar ha iniziato a inviare denaro alla Striscia di Gaza su base mensile nel 2018. 15 milioni di dollari di valigie piene di contanti sono stati trasportati a Gaza dai qatarioti attraverso il territorio israeliano. I pagamenti sono iniziati a causa della decisione del 2017 dell'Autorità Nazionale Palestinese (ANP), un'amministrazione della Cisgiordania occupata da Israele e rivale di Hamas, di tagliare gli stipendi dei dipendenti governativi a Gaza. All'epoca, l'Autorità Palestinese si oppose ai fondi, che secondo Hamas erano destinati sia ai pagamenti degli stipendi medici che a quelli governativi. Nell'agosto 2018, il governo israeliano ha approvato l'accordo.
Il primo ministro israeliano Benjamin Netanyahu ha difeso il trasferimento di milioni di dollari a Gaza gestita da Hamas, nonostante le critiche provenienti dall'interno del suo stesso governo, tra cui il ministro dell'istruzione Naftali Bennett. Dopo l'attacco del 2023 guidato da Hamas contro Israele, Netanyahu ha negato pubblicamente le accuse di aver facilitato il finanziamento di Hamas al fine di creare una situazione di "divide et impera". Ha anche detto di aver trasferito fondi per evitare il "collasso umanitario" a Gaza. I funzionari dell'intelligence israeliana ritengono che il denaro abbia avuto un ruolo nel successo dell'attacco guidato da Hamas nel 2023.
In un'intervista a Politico nel 2023, l'ex primo ministro israeliano Ehud Olmert ha dichiarato che "negli ultimi 15 anni, Israele ha fatto di tutto per declassare l'Autorità palestinese e per rafforzare Hamas". Ha continuato dicendo che "Gaza era sull'orlo del collasso perché non aveva risorse, non aveva soldi, e l'Autorità Palestinese si è rifiutata di dare denaro ad Hamas. Bibi li ha salvati. Bibi ha fatto un accordo con il Qatar e hanno iniziato a spostare milioni e milioni di dollari a Gaza"
A una conferenza del partito Likud nel 2019, Benyamin Netanyahu ha detto: "Chiunque voglia ostacolare la creazione di uno Stato palestinese deve sostenere il rafforzamento di Hamas e il trasferimento di denaro ad Hamas... Questo fa parte della nostra strategia: isolare i palestinesi di Gaza dai palestinesi della Cisgiordania".
Il primo ministro Netanyahu ha risposto alle accuse di finanziamento e rafforzamento di Hamas definendole "ridicole".
Il 19 gennaio 2024, Reuters ha riferito che Josep Borrell, il capo della politica estera dell'UE, ha dichiarato, mentre riceveva un dottorato onorario dall'Università di Valladolid, che "Israele ha finanziato la creazione del gruppo militante palestinese Hamas, contraddicendo pubblicamente il primo ministro Benjamin Netanyahu che ha negato tali accuse" e che "Borrell ha aggiunto che l'unica soluzione pacifica includeva la creazione di uno Stato palestinese. "Crediamo solo che una soluzione a due stati imposta dall'esterno porterebbe la pace, anche se Israele insiste sul contrario", ha detto. Borrell ha anche descritto Israele come colui che ha "creato Hamas", ma ha subito continuato dicendo che "sì, Hamas è stato finanziato da Israele per indebolire l'Autorità palestinese".

### Strumento per sganciarsi dai colloqui di pace
Shlomo Brom, generale in pensione ed ex vice consigliere per la sicurezza nazionale di Israele, ritiene che un maggiore potere ad Hamas aiuti il primo ministro israeliano Netanyahu a evitare negoziati sulla creazione di uno stato palestinese, poiché non ci sarebbe un partner valido per intavolare colloqui di pace. Bezalel Smotrich, un legislatore di estrema destra e ministro delle finanze sotto il governo Netanyahu, ha definito l'Autorità palestinese un "peso" e Hamas una "risorsa".
Il professor Avner Cohen, ex funzionario israeliano per gli affari religiosi, ha riconosciuto pubblicamente che Hamas è "una creazione di Israele". Dichiarazioni simili sono state fatte da Yasser Arafat.